# آلیوم آزوتاویکوم
آلیوم آزوتاویکوم (نام علمی: Allium azutavicum) نام یک گونه از سرده والک است.